# エルトン・カバング
エルトン・ダニエル・カバング（Elton Daniël Kabangu、1998年2月8日）は、ベルギー・コルトレイク出身のサッカー選手。エールディヴィジ・ヴィレムII所属。ポジションはFW。

## クラブ経歴
2019年8月27日、KAAヘントからヴィレムIIに移籍した。
2023年6月9日、ロイヤル・ユニオン・サン＝ジロワーズに移籍した。